# Villes fondées par des légions romaines
De nombreuses villes sont connues ou réputées pour avoir été fondées comme colonies par des vétérans des légions romaines. Certaines de ces villes sont réellement des fondations ex nihilo, d'autres villes ont été refondées et une partie de leurs terres attribuées aux vétérans de telle ou telle légion, d'autres fondations enfin ne sont pas avérées et tiennent à la graphie du nom de la ville :

## Fondation

### Fondationsex nihilo
- León (Espagne) fondée en 68 par la Legio VII Gemina
- Londinium qui deviendra Londres, vers l'an 43.
- Orange fondée en 35 av. J.-C. par les vétérans de la Legio II Gallica sous le nom de Colonia Julia Secundanorum Arausio
- Timgad fondée en 100 ap. J.-C.

### Refondations
- Béjaïa (Algérie), anciennement Saldae refondée sous le nom de Julia Augusta Saldensium Septimana Immunis et attribuée à la Legio VIII Augusta en 27/26 av. J.-C.
- Arles (France, Provence), anciennement Arelate, refondée sous le nom de Colonia Julia Paterna Arelate Sextanorum et attribuée aux vétérans de la VIe légion en automne 46 av. J.-C.
- Fréjus, Colonia Octaviorum pour les vétérans de la Legio VIII

### Fondation non avérée
- Saint-Pol-de-Léon (Bretagne, France)

### À vérifier
- Ceuta : Legio VII

## Villes ayant pour origine un fort
- Wiesbaden (Hesse, Allemagne)
- Cologne
- Mayence
- Strasbourg
- Vienne (Autriche)

Le mot latin castrum est à l'origine de la forme -chester de plusieurs villes anglaises.